# 徐亨 (明)
徐 亨（じょ こう、生年不詳 - 1460年）は、明代の軍人。本貫は興国軍大冶県。

## 生涯
徐永の子として生まれた。1404年（永楽2年）、祖父の徐祥が死去すると、興安伯の爵位を嗣いだ。1410年（永楽8年）、永楽帝が10万人の民丁を動員して黄河の旧河道の復旧を命じると、徐亨は侍郎の蔣廷瓚とともにその浚渫工事を監督した。1414年（永楽12年）、永楽帝の第二次漠北遠征に従い、中軍副将となった。トール川に達し、馬3000頭を鹵獲した。凱旋して開平を守り、軽騎を率いて興和・大同を往来して北辺を警備した。1423年（永楽21年）とその翌年の第四次・第五次漠北遠征では、徐亨は王通とともに右掖を率いて参戦した。1426年（宣徳元年）、沐晟の下で右副将として交趾に遠征し、黎利を討ったが、軍功なく爵位を剥奪された。1435年（宣徳10年）、英宗が即位すると、徐亨は興安伯の爵位を回復した。1444年（正統9年）、ウリャンカイに遠征して、界嶺口・河北川に進出し、爵位を侯に進めた。陝西に駐屯し、北京に召還された。1460年（天順4年）2月、死去した。諡は武襄といった。
子の徐賢が興安伯の爵位を嗣いだ。